# مادام میستری
مادام میستری (انگلیسی: Madame Mystery) یک فیلم صامت کوتاه به کارگردانی «استن لورل» و «ریچارد والاس» است که در سال ۱۹۲۶ منتشر شد.

## بازیگران
- اولیور هاردی
- ثیدا بارا
- جیمز فینلیسون
- چارلی هال
- مارتا اسلیپر
- سَمی بروکز
- تایلر بروک
- هلن گیلمور
- فرد مالاتستا
- ویلیام گیلسپی
- مارگارت گونزالس